# 阿塔帕梅
阿塔帕梅是位于多哥高原区中部的一座城市，距离首都洛美约160公里。2022年人口98,193人。阿塔帕梅是一个工业中心，也是地区的商业中心。该国主要铁路干线洛美—布利塔铁路曾有一条支线连接该市，但已经停止运行:64-65。